# 佛图尼宫

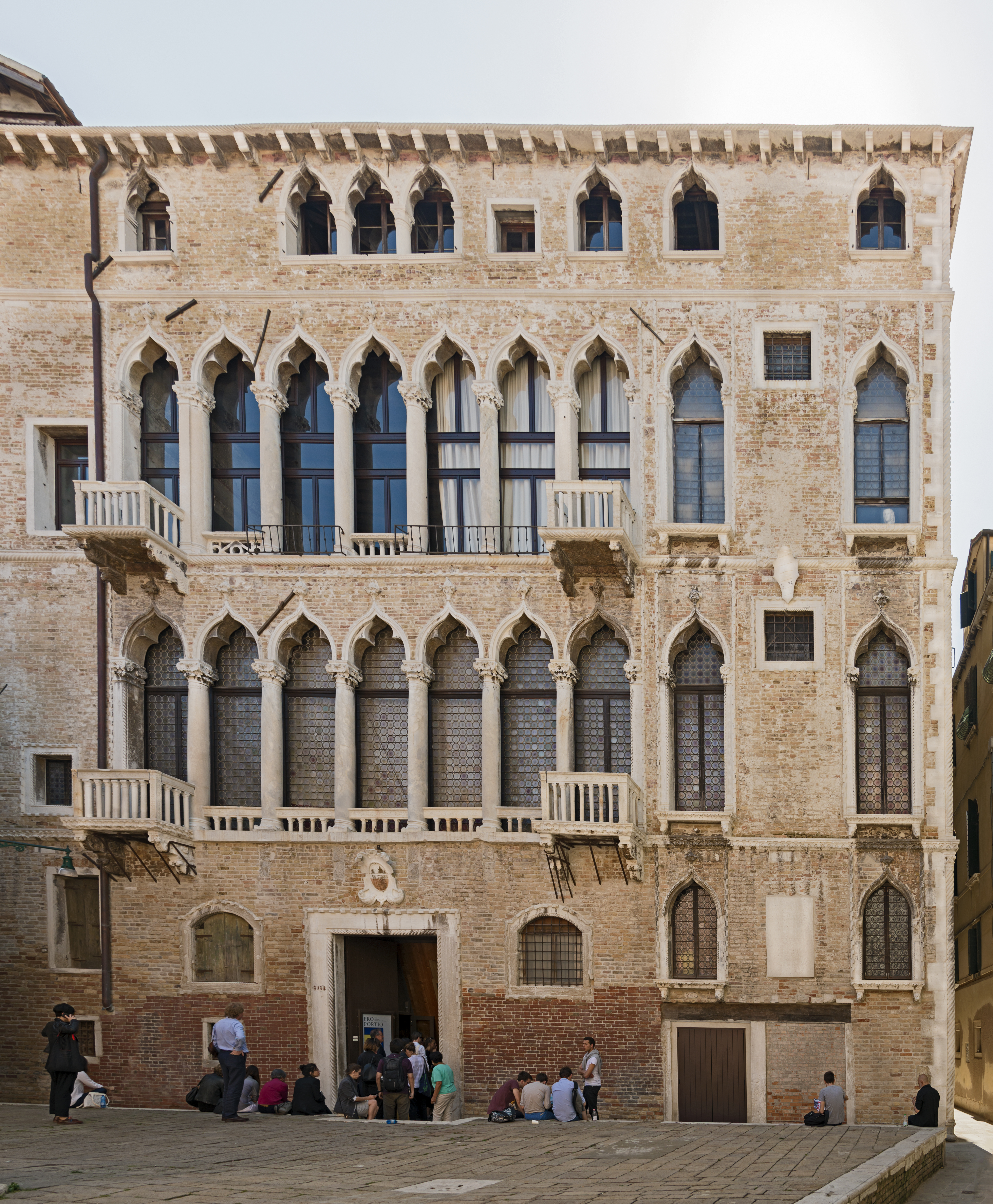

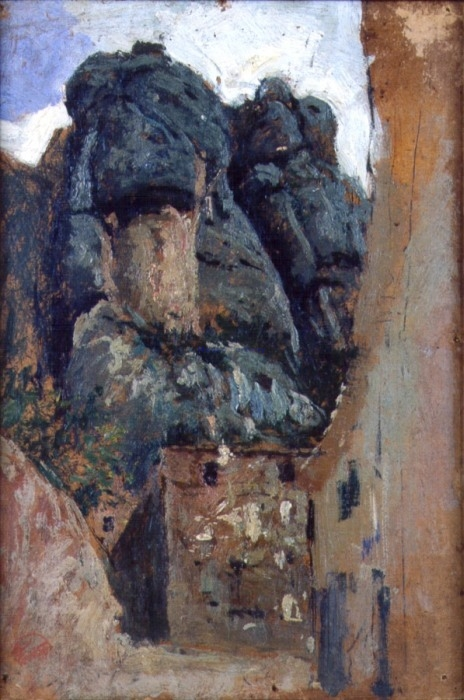

佛图尼宫（Palazzo Fortuny）是意大利威尼斯圣马可区的一座艺术博物馆，也是威尼斯最大的宫殿之一。三个立面分别位于圣本笃广场（Campo San Beneto）、佩萨罗巷（Calle Pesaro）和米歇尔宫河（Rio di Ca' Michiel）。

## 历史
这座哥特式建筑曾经属于佩萨罗家族，后来被玛利亚诺·佛图尼改造为他自己的摄影、舞台设计、纺织设计和绘画画室。1956年，玛利亚诺的遗孀亨利埃特将这座建筑捐赠给威尼斯。博物馆内的藏品包含了大量的作品，反映了艺术家所从事的各个领域。